# Lemat Poincarégo
Lemat Poincarégo – jedno z najważniejszych twierdzeń teorii form różniczkowych, zwyczajowo zwane lematem. Twierdzenie zostało sformułowane przez Henri Poincarégo.

## Twierdzenie
Niech {\displaystyle H^{k}(M)} oznacza {\displaystyle k}-tą przestrzeń kohomologii de Rhama zbioru {\displaystyle M\subseteq \mathbb {R} ^{n}.} Jeśli {\displaystyle G} jest obszarem ściągalnym do punktu, to {\displaystyle H^{k}(G)=0} dla każdego {\displaystyle k>0.}

### Inne sformułowanie
Każda zamknięta forma różniczkowa na zbiorze otwartym i gwiaździstym jest dokładna.